# Piper perciliatum
Piper perciliatum är en pepparväxtart som beskrevs av Trel. & Yunck.. Piper perciliatum ingår i släktet Piper och familjen pepparväxter. Inga underarter finns listade i Catalogue of Life.